# Jennie Johansson
Jennie Johansson (* 15. Juni 1988 in Hedemora) ist eine schwedische Schwimmsportlerin, spezialisiert auf die kurzen Distanzen in der Lage Brust. Sie war 2015 Weltmeisterin über 50 Meter Brust.

## Erfolge
Ihre erste Medaille bei einer internationalen Meisterschaft gewann Johansson mit Bronze über 100 m Brust bei den Kurzbahneuropameisterschaften 2009 in Istanbul. Dabei schlug sie in 1:05,19 min hinter Caroline Ruhnau (1:04,84, CR) und Moniek Nijhuis (1:04,96) an.
Im Jahr darauf bei den Schwimmeuropameisterschaften 2010 in Budapest gab es für sie Silber über 100 m Brust in 1:07,36 min ex aequo mit der Dänin Rikke Møller Pedersen hinter der Russin Julija Jefimowa (1:06,32). Über die 50 m gab es in 31,24 s Bronze hinter Jefimowa (30,29) und der Britin Kate Haywood (31,24). Bei den Schwimmeuropameisterschaften 2012 in Debrecen war es wieder die Silbermedaille über 100 m in 1:07,85 min, diesmal hinter Sarah Poewe (1:07,33).
Die Olympischen Sommerspiele 2012 in London sahen Johansson mit der Lagenstaffel und über 100 m Brust jeweils auf dem 10. Rang.
Die Kurzbahneuropameisterschaften 2013 in Herning wiederum ergaben zweimal Bronze, über 50 und 100 m Brust, und eine Silbermedaille mit der schwedischen 4-mal-50-Meter-Lagenstaffel, hinter den Däninnen, in der Besetzung Michelle Coleman, Johansson, Sarah Sjöström und Louise Hansson.
Die Europameisterschaften 2014 in Berlin brachten dreimal Silber, über 50 und 100 m Brust und mit der 4-mal-100-Meter-Lagenstaffel. Über 50 m siegte Rūta Meilutytė in 29,89 s vor Johansson (30,52), Dritte wurde Nijhuis (30,64). Die 100 m gewann Møller Pedersen in 1:06,23 min vor Johansson (1:07,04) und Arianna Castiglioni (1:07,36). Die schwedische Silber-Lagenstaffel über die 4 × 100 Meter startete im Finale in der Besetzung Ida Lindborg, Johansson, Sjöström und Coleman und unterlag nur den Italienerinnen.
Die Weltmeisterschaften 2015 im russischen Kasan brachten in der gleichen Staffel ebenfalls Silber in Europarekordzeit von 3:55,24 min mit Coleman, Johansson, Sjöström und Hansson hinter den Chinesinnen und vor den Australierinnen.
Über 50 m Brust kam es zum bisherigen Karrierehöhepunkt Johanssons: Sie schlug nach 30,05 Sekunden an und durfte sich anschließend die Goldmedaille umhängen lassen. Geschlagen waren die Jamaikanerin Alia Atkinson (30,11) und Julija Jefimowa (30,13).